# Lubombo
Lubombo est un district de l'Eswatini localisé dans l'Est du pays. Le centre administratif est Siteki. Ce district est le seul à avoir à la fois une frontière avec l'ensemble des districts du pays, ainsi qu'avec les deux États limitrophes : l'Afrique du Sud et le Mozambique. C'est également le plus vaste des quatre districts de l'Eswatini.